# Вулиця Геннадія Матуляка
Ву́лиця Генна́дія Матуляка́ — вулиця у Святошинському районі міста Києва, селище Перемога. Пролягає від вулиці Сім'ї Стешенків до вулиці Василя Верховинця.

## Історія
Вулиця виникла в 50-ті роки XX століття під назвою Завулок № 8. 1968 року отримала назву вулиця Генерала Авдєєнка, на честь генерал-майора, Героя Радянського Союзу Петра Авдєєнка.
Сучасна назва на честь українського військовика, Героя України Геннадія Матуляка — з 2022 року.